# Ivor Broadis
Ivan Arthur Broadis (Londres, 18 de dezembro de 1922 – 12 de abril de 2019) foi um futebolista e treinador inglês que atuou como atacante.

## Carreira
Ivor Broadis fez parte do elenco da Seleção Inglesa de Futebol que disputou a Copa do Mundo de 1954.
Faleceu em 12 de abril de 2019 aos 96 anos de idade.